# Acanthocereus tetragonus
Acanthocereus tetragonus, llamado comúnmente cruceta, cardón, cardona, nopal de cruz, cruceta, jacube, jacubo o pitahaya anaranjada, es una especie de planta suculenta perteneciente al género Acanthocereus, dentro de la familia Cactaceae. Se distribuye desde el sur de Florida hasta el Caribe y desde el sur de Texas hasta Venezuela.

## Descripción

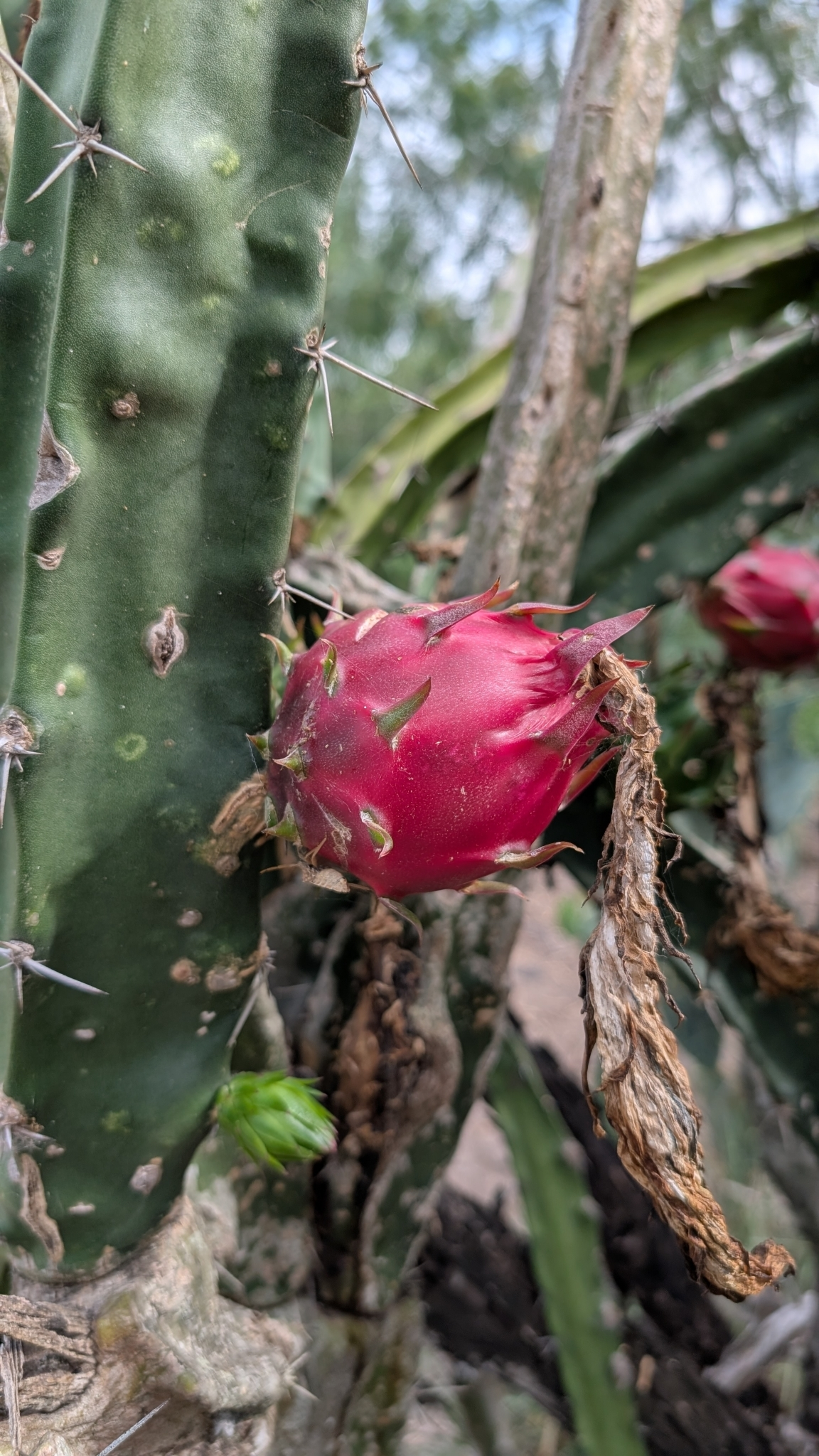
Detalle del fruto

Es un cactus rampante, de vez en cuando columnar y arbustivo, los troncos mayores se redondean. Planta erecta o arqueada, de hasta 7 m de largo, el promedio en altura es de 2 a 3 m, con frecuencia formando matorrales con múltiples tallos, de 3 a 8cm de grueso, formado de 3 a 5 costillas longitudinales, las espinas grises y aciculares, sin hojas evidentes.
En lugares abiertos son decumbentes y las partes que tocan el suelo producen raíces y forman nuevas ramas. Los troncos viejos se vuelven cilíndricos de hasta 5 cm de diámetro. Areolas distantes entre sí de 3 a 5 cm. Espinas radiales al inicio de 6 a 7 y de 1 a 4 cm de longitud, espina central solitaria, más larga que las radiales.  Flores de color verde claro con lana de color marrón en el exterior y color púrpura crema por dentro. 
Florece al final del verano y sus flores se abren durante las noches. Produce frutos comestibles de 2,5 cm de color rojo, de 14 a 25 cm de largo y cerca de 10 cm de diámetro, nocturnas, el tubo receptacular, con aréolas distantes, escamas y tricomas cafés con 1 a 2 espinas aciculares; partes sepaloides del perianto linear-elípticas, verde pálido con márgenes blanquecinos o rojizos; las partes petaloides del perianto blancas o verdosas. 

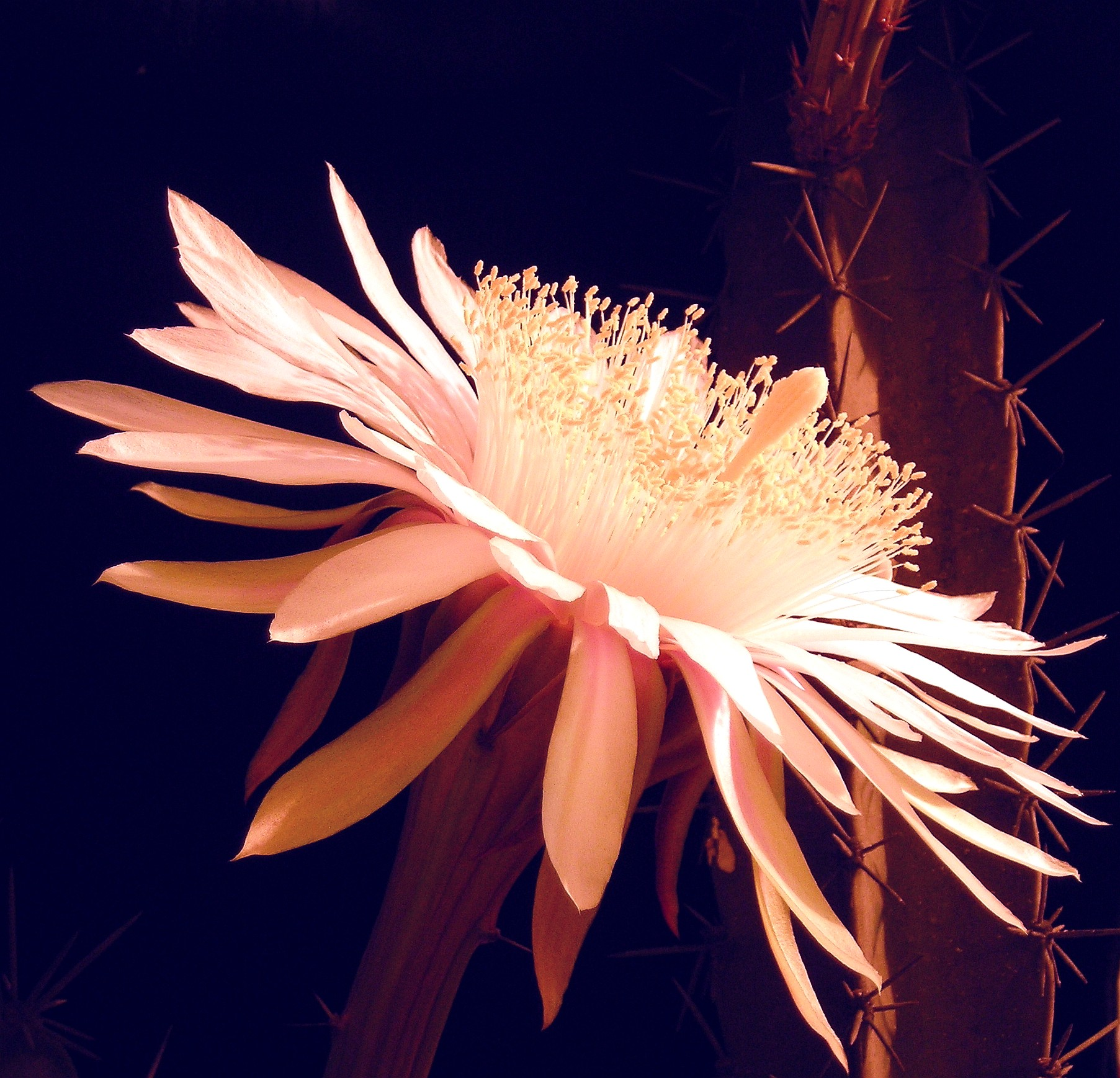
Detalle de la flor

Frutos oblongos de color rojo o púrpura al madurar, de 10 cm de largo por 5 cm de ancho, con aréolas circulares de 2 a 5 mm de largo y terminadas en punta; semillas negras, lustrosas y numerosas.

## Distribución y hábitat
Es especie nativa de México, Costa Rica, Honduras, Panamá, Colombia, Venezuela y de Florida y Texas en Estados Unidos. Es una especie rara en las colecciones.

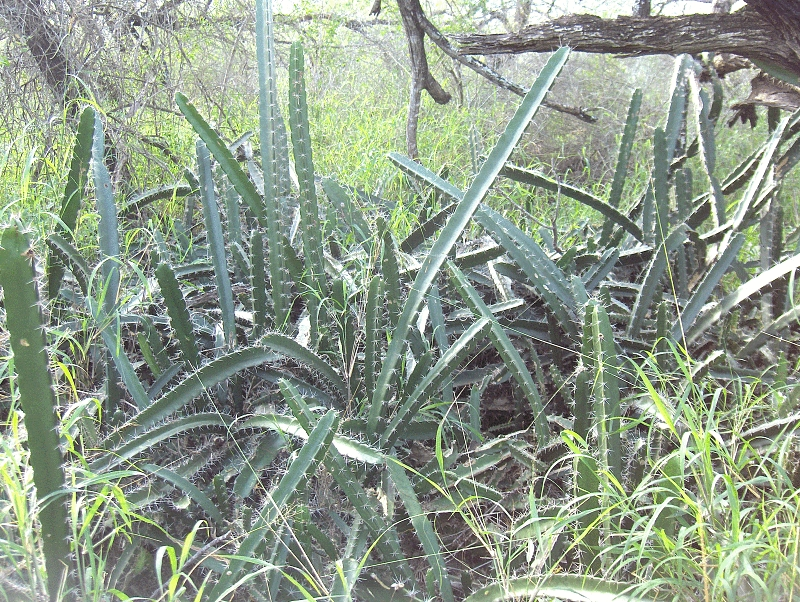
Planta en su hábitat

Debido a que es una planta que se ha cultivado con fines ornamentales, se tiene una amplia distribución en México.  Existe también en Texas, América Central, Norte de América del Sur, y en las Antillas. Las poblaciones silvestres se pueden encontrar en el litoral del Golfo de México en los estados de mejicanos de Tamaulipas y Veracruz; en la vertiente del Pacífico, en los estados de Sinaloa, Colima, Guerrero,  Oaxaca y Chiapas; en la Península de Yucatán en los estados de Campeche, Yucatán y Quintana Roo y en la parte central de México en los estados de San Luis Potosí y Querétaro.
Es frecuente en las selvas bajas caducifolias y bosques secos, sin embargo y de acuerdo a los reportes en donde se ha localizado, también crece y se desarrolla en selvas húmedas, su rango altitudinal varía desde el nivel de mar hasta 1450 m s. n. m., como lo es en la Sierra Gorda de Querétaro. Sin embargo se tiene registrado que esta especie produce flores y frutos en elevaciones que no van más allá de los 400 m s. n. m.  Es una especie adaptable a la falta de agua y a las altas temperaturas.
En Panamá, es muy frecuente entre la vegetación de playa de la Península de Azuero.

## Taxonomía
La primera descripción de esta especie fue como Cactus tetragonus, publicada en 1753 por Carlos Linneo en el libro Species Plantarum: 466.
Más tarde, el botánico venezolano Pieter Wagenaar Hummelinck trasladó la especie al género Acanthocereus, por lo que pasó a llamarse Acanthocereus tetragonus. Registró estos cambios en la revista científica Succulenta (Netherlands) 20: 165, publicada en 1938.
Etimología
- Acanthocereus: nombre genérico que deriva de las palabras griegas akantha (que significa 'espinoso') y cereus (que significa 'vela', 'cirio'), haciendo referencia a su forma columnar espinosa.[7]
- tetragonus: epíteto específico latino que significa 'con 4 ángulos', haciendo referencia a la morfología de sus tallos.[1]

Sinonimia
- Acanthocereus baxaniensis (Karw. ex Pfeiff.) Borg (1937)
- Acanthocereus colombianus Britton & Rose (1920)
- Acanthocereus floridanus Small (1923)
- Acanthocereus horridus Britton & Rose (1920)
- Acanthocereus occidentalis Britton & Rose (1920)
- Acanthocereus pentagonus (L.) Britton & Rose (1909)
- Acanthocereus pitajaya (DC.) Dugand (1943)
- Acanthocereus princeps (Pfeiff.) Backeb. (1963)
- Acanthocereus subinermis Britton & Rose (1920)
- Acanthocereus tetragonus var. micracanthus Dugand (1966)
- Cereus dussii K.Schum. (1897)
- Cactus pentagonus L. (1753)
- Cactus pitajaya Jacq. (1763)
- Cactus prismaticus Willd. (1814)
- Cactus reptans Salm-Dyck ex DC. (1828)
- Cactus tetragonus L. (1753) (basónimo)
- Cereus baxaniensis Karw. (1837)
- Cereus baxaniensis f. pellucidus (Pfeiff.) Schelle (1926)
- Cereus baxaniensis var. ramosus Salm-Dyck ex Walp. (1843)
- Cereus horribilis A.Berger (1929)
- Cereus nitidus Salm-Dyck (1850)
- Cereus pellucidus Pfeiff. (1837)
- Cereus pentagonus (L.) Haw. (1812)
- Cereus pitajaya DC.  (1828)
- Cereus pitajaya var. variabilis Weing. (1906)
- Cereus princeps Pfeiff. (1837)
- Cereus prismaticus (Willd.) Haw. ex Steud. (1840)
- Cereus ramosus Karw. ex Pfeiff. (1837)
- Cereus reptans Haw. ex Steud. (1840)
- Cereus tetragonus (L.) Mill. (1768)
- Cereus tetragonus var. major Salm-Dyck (1843)
- Cereus tetragonus var. minor Salm-Dyck (1834)
- Cereus tetragonus var. ramosior Link & Otto (1830)
- Cereus undulatus Pfeiff. (1837)
- Cereus variabilis Engelm. (1857 publ. 1856)
- Cereus vasmerii M.J.Young (1873)

## Estado de conservación

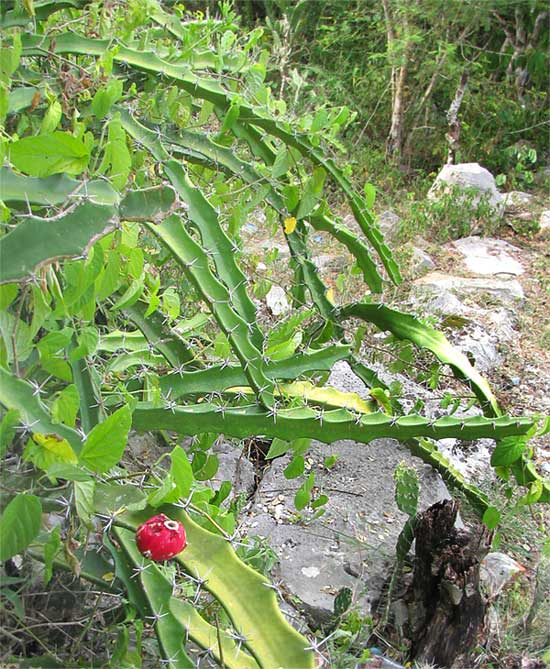
Planta con fruto

Es una de los cactus que ha sido cultivada a nivel de traspatio por algunas comunidades indígenas desde hace ya un buen tiempo, sin que se tengan datos exactos sobre su domesticación. Es una especie multipropósito,  ya que es comestible, medicinal, ornamental y para cercos vivos. 
De acuerdo a las norma 059 de la SEMARNAT 2010 en México, no se encuentra bajo alguna categoría de riesgo. A nivel internacional y de acuerdo a la Unión Internacional para la Conservación de la Naturaleza (IUCN), tampoco se encuentra bajo alguna categoría de riesgo, sin embargo, es una especie protegida del Comercio Internacional (CITES) apéndice II.Además, en la Lista Roja de Especies Amenazadas de la UICN , la especie está clasificada como de “Preocupación Menor (LC)”.

## Usos
Los brotes tiernos se comen crudos o cocidos como verdura. Es comida típica en varias regiones mexicanas. Las frutas son dulces y también comestibles.